# Luke Black
Luka Ivanović (Servisch: Лука Ивановић; Čačak, 18 mei 1992), beter bekend als Luke Black, is een Servische zanger.

## Biografie
Ivanović begon op twaalfjarige leeftijd met teksten schrijven en ging een paar jaar later ook componeren en arrangementen schrijven. Hij verhuisde naar Belgrado om Engels en literatuur te studeren. In 2014 bracht hij zijn eerste single uit.
Begin 2023 nam hij deel aan Pesma za Evroviziju, de Servische preselectie voor het Eurovisiesongfestival. Met het nummer Samo mi se spava won hij de voorronde, waardoor hij Servië mag vertegenwoordigen op het Eurovisiesongfestival 2023, dat gehouden wordt in het Britse Liverpool. Hij heeft de finale behaald.

## Discografie

### Ep's
- Thorns, 2015
- Neoslavic, 2018
- F23.8, 2023

### Singles
- Nebula Lullaby, 2014
- D-Generation, 2015
- Holding On to Love, 2015
- Jingle Bell Rock, 2015
- Demons, 2016
- Walpurgis Night, 2017
- Olive Tree, 2017
- Frankensteined (feat. Majed), 2019
- A House on the Hill, 2021
- Amsterdam, 2021
- Heartless, 2021
- 238, 2022
- Samo mi se spava, 2023
- I’m So Happy, 2023
- God’s Too Cool, 2023
- Chainsaws in Paradise, 2024
- Winter Dahlia, 2024
- BATSHIT, 2024
- VOMIT, 2025

2007: Marija Šerifović · 
2008: Jelena Tomašević feat. Bora Dugić · 
2009: Marko Kon & Milaan · 
2010: Milan Stanković · 
2011: Nina Radojčić · 
2012: Željko Joksimović · 
2013: Moje 3 · 
2015: Bojana Stamenov · 
2016: Sanja Vučić · 
2017: Tijana Bogićević · 
2018: Sanja Ilić & Balkanika · 
2019: Nevena Božović · 
2021: Hurricane · 
2022: Konstrakta · 
2023: Luke Black · 
2024: Teya Dora · 
2025: Princ